# Xylella fastidiosa
Xylella fastidiosa Wells, Raju et al., 1986 è un batterio Gram negativo della classe Gammaproteobacteria, famiglia delle Xanthomonadaceae, che vive e si riproduce all'interno dell'apparato conduttore della linfa grezza (i cosiddetti vasi xilematici, portatori di acqua e sali minerali).
X. fastidiosa è in grado di indurre pesantissime alterazioni alla pianta ospite, spesso letali. Inoltre è noto per la sua estrema polifagia, essendo in grado di diffondersi attraverso un gran numero di piante ospiti, a volte senza indurre manifestazioni patologiche. Per queste sue caratteristiche il microrganismo è noto per i gravi danni che è in grado di arrecare a varie coltivazioni agricole, essendo all'origine della malattia di Pierce nella vite, della clorosi variegata degli agrumi (CVC-citrus variegated chlorosis) in Brasile. Il batterio è di difficile isolamento e a crescita molto lenta in coltura axenica.
Inoltre una sottospecie di X. fastidiosa è all'origine del Complesso del disseccamento rapido dell'olivo (CoDiRO), una gravissima fitopatologia che ha fatto la sua comparsa nell'agricoltura italiana a partire dagli anni 2008/2010, colpendo in modo pesante gli appezzamenti olivicoli del Salento in quella che è stata definita da Joseph-Marie Bové, dell'Académie d'agriculture de France, come «la peggior emergenza fitosanitaria al mondo».
Sono oltre 600 le specie di piante affette da Xylella spp., con malattie quali il mal di pennacchio nel pesco, la bruciatura delle foglie di oleandro, il cancro degli agrumi; è stata segnalata una notevole incidenza anche su prugno, ciliegio e mandorlo.

## Distribuzione geografica

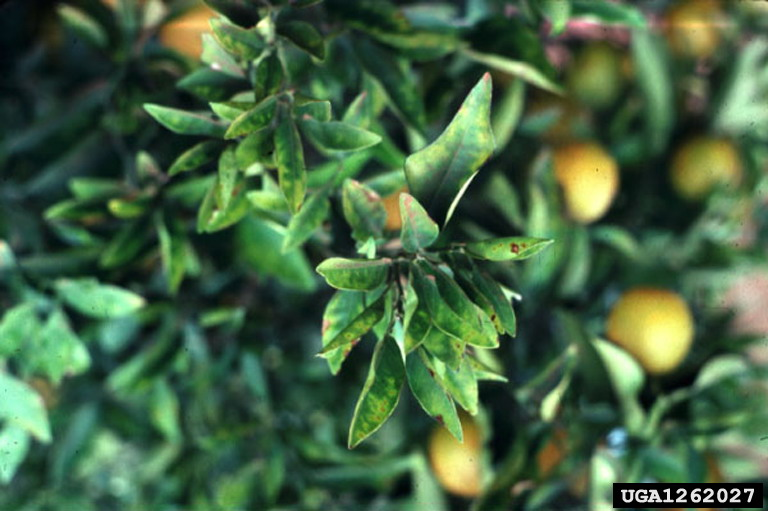
Effetti della clorosi variegata degli agrumi su una pianta di arancio (Citrus sinensis)

La distribuzione geografica dell'agente patogeno e delle patologie correlate interessa soprattutto paesi del continente americano, dove è stato a lungo confinato: Stati Uniti d'America, Messico, Costa Rica, Venezuela, Argentina, Brasile, Perù. Ad esempio in Sud America la sottospecie pauca, responsabile della clorosi variegata degli agrumi (CVC), dal 1994 sta devastando gli agrumeti brasiliani.
Esistono rare segnalazioni di una presenza isolata a Taiwan, in Asia, dove il batterio ha fatto la sua prima comparsa fuori dalle Americhe nel 1994 e poi negli anni 2010. Dalla fine degli anni 2000 Xylella fastidiosa (spp. pauca) è segnalata anche in Italia (prima notizia di una presenza in Europa e negli altri paesi EPPO), con infestazioni a partire dagli oliveti del Salento occidentale e dell'entroterra di Gallipoli.
Per quanto riguarda l'Europa, prima dell'individuazione in Salento era stata segnalata un'intercettazione del batterio su vegetali d'importazione in Francia (pesco e piante di caffè), senza che a questo primo evento abbia fatto seguito un insediamento. Tuttavia nel 2015 il batterio ha raggiunto anche la Francia: è stato segnalato dapprima in Corsica nel mese di luglio 2015 e poco dopo in Francia continentale presso Nizza in Costa Azzurra, dove lo stesso ceppo batterico è stato individuato nell'ottobre 2015.
Al 18 agosto 2016 in Corsica erano stati individuati 279 focolai dell'infezione, concentrati soprattutto nel Sud e nell'Ovest dell'isola.
Nell'agosto 2016 il batterio ha fatto la sua comparsa in Germania.
Invece non hanno ricevuto conferma segnalazioni circa una presenza in Kosovo. Risale all'ottobre 2014 un'intercettazione dell'infezione nei Paesi Bassi, su piante ornamentali di caffè importate dalla Costa Rica.

### Paesi colpiti da infezioni batteriche dovute aX. fastidiosa
Di seguito si riporta la situazione dei paesi in cui è stata segnalata la presenza del batterio, divisi per continente/nazione/Stato/regione/provincia.

#### Continente americano
- Nord America: 
  - Canada (provincia dell'Ontario).
  - Messico.
  - USA (nei seguenti Stati: Alabama, Arizona, Arkansas, California, Delaware, Distretto di Columbia, Florida, Georgia, Indiana, Kentucky, Louisiana, Maryland, Mississippi, Missouri, Montana, Nebraska, New Jersey, Nuovo Messico, New York, Carolina del Nord, Oklahoma, Oregon, Pennsylvania, Carolina del Sud, Tennessee, Texas, Virginia, Stato di Washington, Virginia Occidentale).
- America del Sud e Centro America:
  - Argentina.
  - Brasile (Stati: Bahia, Espírito Santo, Goiás, Minas Gerais, Paraná, Rio de Janeiro, Rio Grande do Sul, Santa Catarina, San Paolo, Sergipe).
  - Costa Rica.
  - Paraguay.
  - Venezuela.

#### Asia
- Taiwan: specie introdotta, rinvenuta dapprima nei frutteti di pero asiatico (Pyrus pyrifolia) nel 1994 e poi nella vite negli anni 2000.

#### Regioni EPPO (Europa e bacino mediterraneo)
- Italia (Puglia, specie aliena introdotta in provincia di Lecce e oggetto di un programma di contenimento del microorganismo, dopo che l'eradicazione è divenuta impossibile[3]).
- Francia (Corsica[11][12][16] e nei pressi di Nizza[13]). Nel 2016 si è accertato che uno dei focolai francesi (quello individuato, nel novembre 2015, in quattro esemplari di un arbusto fiorito ornamentale, la poligala, nel Jardin d'agrumes du Palais Carnolès a Mentone, vicino al confine italo-francese, a una decina di chilometri dalla Liguria) appartiene a pauca ST53, lo stesso ceppo responsabile del CoDiRO salentino[17].
- Intercettazioni senza insediamento: Francia[10] e Paesi Bassi[2].
- Indicazioni bisognose di approfondimenti e conferme: Kosovo[10].
- Spagna: 
  - Isole Baleari: a maggio 2017 sono state ordinate misure per l'estirpazione di numerosi focolai dovuti a varie sottospecie: X. fastidiosa multiplex era stata rinvenuta in varie specie di piante ospiti di Minorca. A Ibiza tutti i vari focolai, che avevano colpito varie specie ospiti, erano dovuti alla sottospecie pauca. A Maiorca erano state individuare due sottospecie, X. fastidiosa fastidiosa e X. fastidiosa multiplex, con molti focolai. Nel caso di Maiorca si è registrato il primo caso europeo di infezione batterica su una pianta di Vitis vinifera su un vigneto privato di uva da tavola destinata all'autoconsumo, al di fuori della zona coltivata a vigneto[18].
  - Comunità Valenciana: vari focolai della sottospecie multiplex sono stati individuati in mandorleti specializzati adulti di molti municipi della provincia di Alicante[19][20][21].
  - Nel'aprile 2018 l'Instituto Madrileño de Investigación y Desarrollo Rural, Agrario y Alimentario (IMIDRA) ha annunciato di aver isolato l'infezione del batterio su un olivo di Villarejo de Salvanés, nella Comunità autonoma di Madrid[22]. Si tratta del primo caso di osservazione di infezione su olivo in Spagna, per affrontare il quale le autorità spagnole hanno disposto l'immediata attuazione delle misure di eradicazione previste per il patogeno da quarantena, eliminando tutte le piante ospiti entro un raggio di 100 metri[22].

## Piante ospiti
X. fastidiosa è un batterio altamente polifago, segnalato come agente infettante su un'ampia gamma di piante ospiti, oltre seicento, con varie epidemiologie e manifestazioni di patogenicità, ma a volte senza dar luogo a sintomi.

### Piante fruttifere
Tra le piante fruttifere vi sono specie di grande interesse agro-economico appartenenti al genere Vitis (Vitis vinifera, Vitis labrusca, Vitis riparia), al genere Citrus (Citrus spp., Fortunella), mandorlo (Prunus dulcis), il pesco (Prunus persica), caffè (Coffea spp.), e l'oleandro (Nerium oleander).
L'attacco di batteri Xylella è stato rilevato anche in altre piante da frutto, come il pero asiatico (Pyrus pyrifolia), l'avocado (Persea americana), il mirtillo (Vaccinium corymbosum, Vaccinium virgatum), il prugno giapponese (Prunus salicina), il pecan (Carya illinoinensis), il prugno (Prunus domestica) e il mirabolano (Prunus cerasifera).
Invece in letteratura scientifica sono rarissime segnalazioni riguardanti l'olivo (Olea europaea) come pianta ospite (ad aprile 2015 solo altre due): dopo segnalazioni su un incremento di mortalità di ulivi nell'area di Los Angeles in California meridionale sono stati condotti alcuni studi in merito, pubblicati nel 2014 da Krugner et al. In quel caso, sebbene Xylella fastidiosa spp. multiplex sia stata spesso rinvenuta in ulivi che mostravano segni di deperimento di foglie e rami, non si è riusciti pienamente a dimostrarne la patogenicità sull'olivo. Un'altra segnalazione, proveniente dall'Argentina, riguarda X. fastidiosa ssp. pauca e riporta "manifestazioni sintomatologiche non dissimili" da quelle dell'infezione salentina: il ritrovamento, non giunto a pubblicazione scientifica nell'aprile 2015, è oggetto di una comunicazione personale di María Laura Otero al prof. Giovanni Paolo Martelli dell'Università di Bari. Il ritrovamento argentino riguarda la città di Córdoba e il Nord della Provincia di La Rioja, su impianti di età superiore a 50 anni della varietà autoctona locale "Arauco". I sintomi rilevati sono lento decadimento, colorazione verde-opaca, perdite parziali e morte rapida di germogli e rami.

### Alberi ornamentali e d'interesse non fruttifero
Tra le piante non fruttifere, ornamentali e da ombra, sono colpite da Xylella il sicomoro americano (Platanus occidentalis), l'olmo bianco americano (Ulmus americana), il liquidambar (Liquidambar styraciflua), la quercia (Quercus spp.), l'acero rosso (Acer rubrum), il gelso rosso (Morus rubra).

### Piante erbacee e arbustive
Xylella fastidiosa è stato rinvenuto nell'erba medica (Medicago sativa). Esistono poi molte piante selvatiche che ospitano il batterio senza esibire sintomi di patologia: tra queste vi sono erbe selvatiche, erbacce, gigli, e vari arbusti e alberi.

## Danni e sintomi

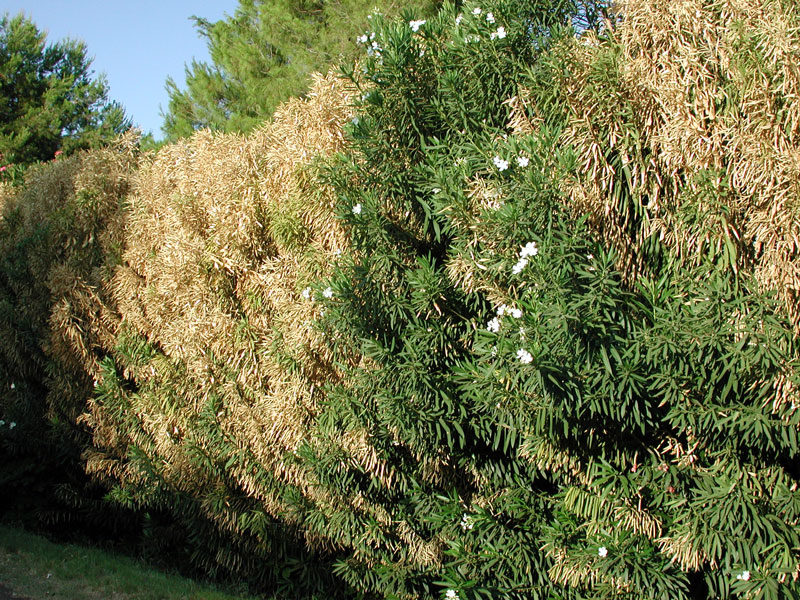
Esemplare di oleandro colpito dalla Xylella fastidiosa in Arizona

Il batterio è causa di gravi malattie in piante di interesse agricolo e ortofrutticolo (agrumi, pero, melo, olivo) e anche in essenze arboreo-arbustive di interesse forestale, inclusa la quercia e l'oleandro, e in piante ornamentali.
Quando una pianta viene infettata i batteri portano alla formazione di un gel nello xilema, ostruendo il flusso dell'acqua attraverso i vasi linfatici della stessa e bloccando la sua nutrizione.
I sintomi tipici e più frequenti riconducibili alle infezioni da Xylella fastidiosa sono i disseccamenti più o meno estesi a carico del lembo fogliare (bruscatura): il disseccamento interessa dapprima rami isolati della chioma e poi intere branche o l’intera pianta. Altri sintomi sono il ridotto accrescimento di rami e germogli, gli imbrunimenti interni del legno a diversi livelli dei rami più giovani, delle branche e del fusto.
La prossimità tra vigneti e agrumeti accentua la minaccia, perché gli agrumi non sono soltanto un ospite per le uova dell'Homalodisca vitripennis, ma sono anche un importante rifugio di svernamento per l'insetto.
A causa della sua spiccata nocività X. fastidiosa è un organismo classificato come "patogeno da quarantena" nella lista A1 della European and Mediterranean Plant Protection Organization (EPPO) fin dal 1981. In base alla direttiva europea 2000/29/CE, a causa della sua devastante attitudine planticida ogni segnalazione della sua presenza sul territorio dell'Unione europea obbliga lo Stato membro all'adozione di drastiche misure di eradicazione e contenimento.

### Bruciatura delle foglie di Oleandro

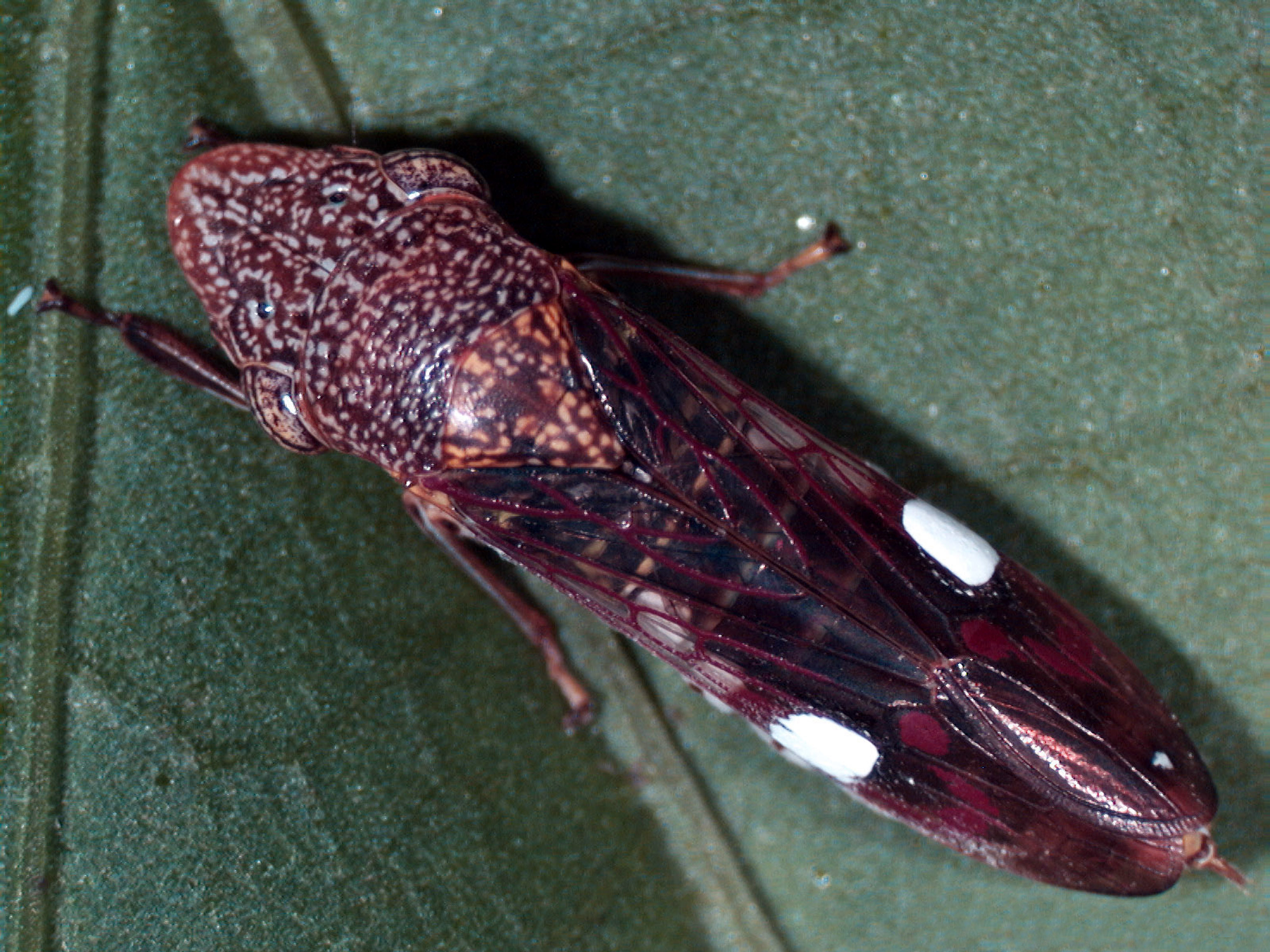
Homalodisca vitripennis

Xylella fastidiosa causa la bruciatura delle foglie su l'oleandro, pianta ornamentale comune in California, che funge anche da serbatoio per il batterio.
Il batterio infettante deriva da un ceppo di X. fastidiosa che si è diffuso in California e in Arizona a partire dalla metà degli anni '90.
Questa malattia dell'oleandro è trasmessa sempre dalla cicalina Homalodisca vitripennis.

### Malattia di Pierce
La malattia di Pierce (Pierce's disease, a volte abbreviata in PD) si trasmette attraverso le cicaline Homalodisca spp., insetto omottero (taxon che raccoglie insetti pungitori succhiatori di linfa, spesso vettori di malattie delle piante). Nel 1880 la malattia ha infestato e devastato oltre 40 000 acri (160 km²) di vigneti intorno ad Anaheim (California). La malattia di Pierce (PD) è stata descritta nel 1892 da Newton B. Pierce (1856-1916, primo patologo vegetale professionista della California) sulle uve in California vicino ad Anaheim. La malattia di Pierce è circoscritta (al 2015) al Sud degli Stati Uniti e al Messico. Inoltre è stata segnalata da Luis G. Jiménez-Arias in Costa Rica e Venezuela e forse in altre parti del Centro e Sud America. Esistono hot spot isolati della malattia presso i corsi d'acqua nell'area di Napa e Sonoma, nella California settentrionale.
Le foglie delle viti colpite dalla malattia di Pierce virano dapprima al giallo e al marrone, infine cadono precocemente dalla vite; i germogli muoiono e i frutti risultano piccoli e duri. Dopo 1-5 anni la pianta stessa perisce.
La malattia è endemica nel Nord della California, dove è veicolata dalla cicala Graphocephala atropunctata che propaga la malattia solo a viti che sono nelle adiacenze di habitat rivieraschi. Grazie a questo, nel corso degli anni, i produttori californiani avevano imparato ad adattarsi e a convivere con la malattia. Tuttavia la diffusione della malattia di Pierce è notevolmente aumentata dalla seconda metà degli anni novanta del Novecento, diventando una vera e propria minaccia per l'intero settore dell'industria vinicola californiana, quando l'Homalodisca vitripennis, una piccola cicala originaria del Sud-est degli Stati Uniti, ha fatto la sua comparsa in California nel 1996, nella valle di Temecula.
Questo insetto si nutre della linfa grezza trasportata nello xilema delle piante e quindi può diffondere il batterio molto più estesamente rispetto a quanto fanno altri vettori.

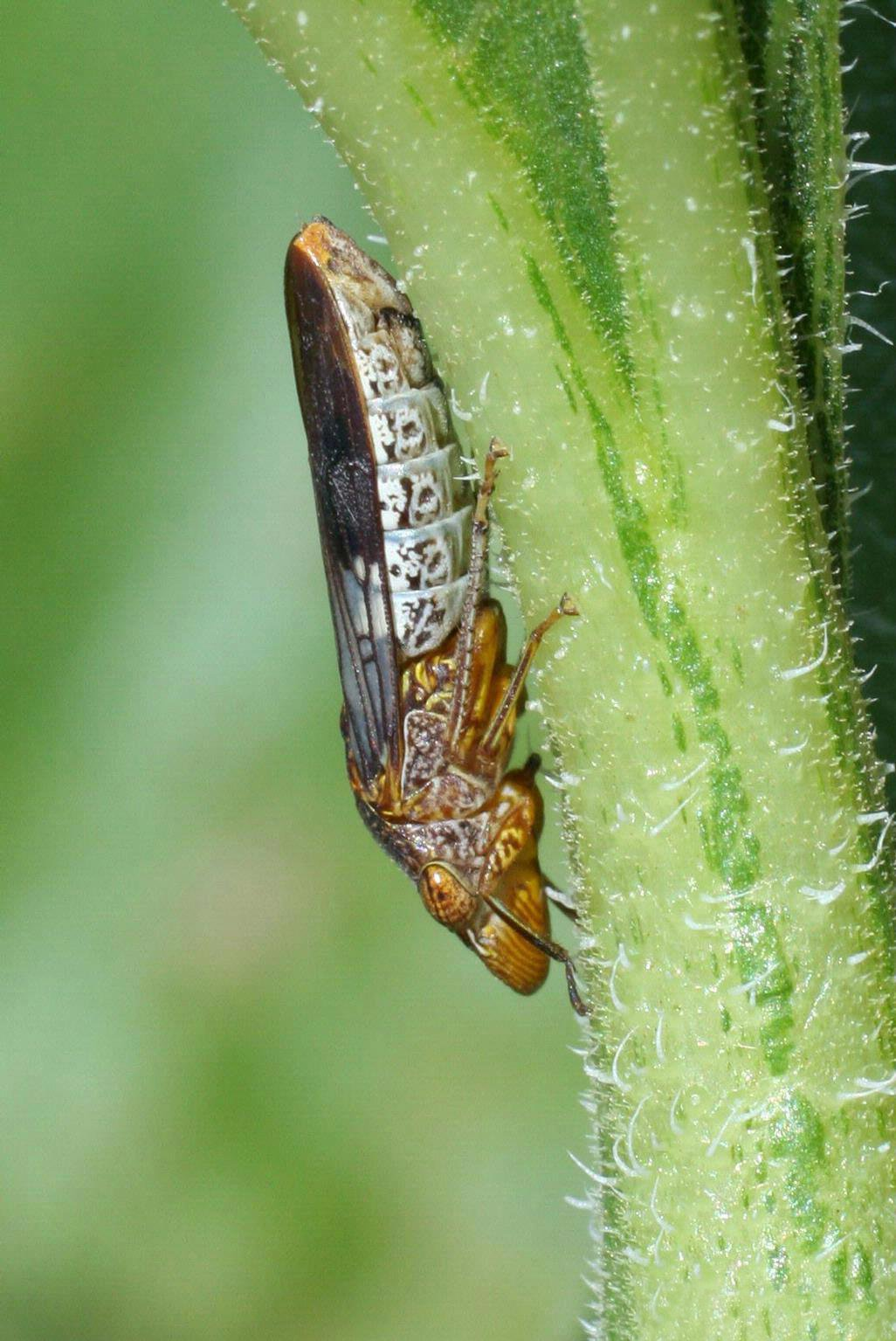
Homalodisca vitripennis, vettore principale della malattia di Pierce

### Complesso del disseccamento rapido dell'olivo (CoDiRO)

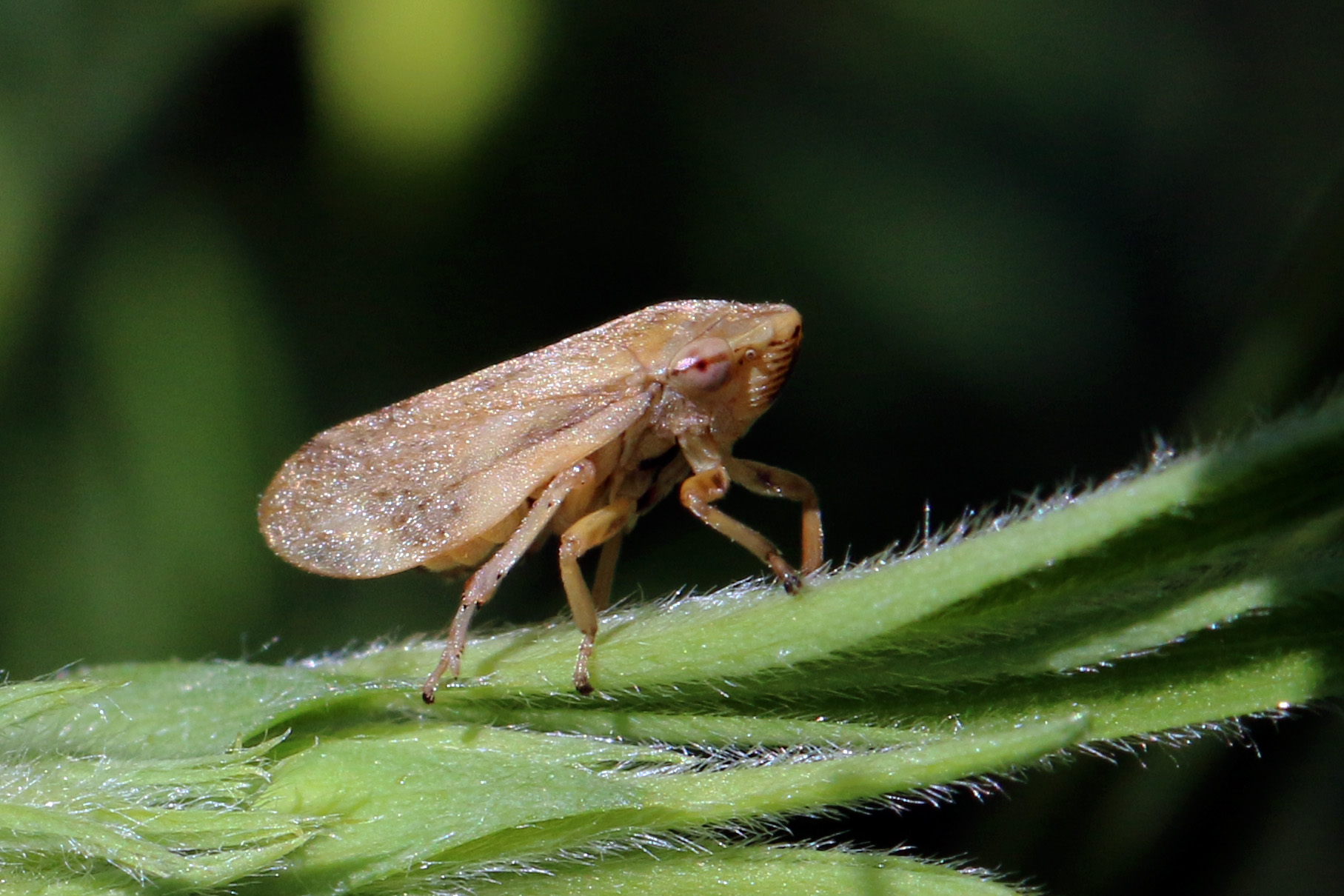
Philaenus spumarius

La malattia identificata come complesso del disseccamento rapido dell'olivo colpisce le piante di ulivo manifestandosi con un complesso di sintomi strettamente associati al ceppo CoDiRO della sottospecie pauca (codificato come ST53), che svolge un ruolo chiave nel causare la patologia. Soprattutto negli esemplari più vecchi, è solo marginale il ruolo svolto da altri fattori, spesso concomitanti, come gli attacchi da larve della falena leopardo (Zeuzera pyrina) e le infezioni micotiche di alcune specie fungine, che sono solo causa di un aggravamento della patologia.
La sintomatologia colpisce con particolare gravità gli esemplari più vetusti, con totale disseccamento degli ulivi secolari, mentre su piante più giovani l'alterazione si limita spesso a disseccamenti terminali che, in base alle osservazioni disponibili al 2015, non sembrano innescare il declino generalizzato dell'intera pianta. Alcuni studi hanno iniziato a evidenziare livelli differenziati di suscettibilità all'aggressione microbica tra diverse cultivar dell'olivo. Questi studi tendono a individuare i fattori che inducono una maggiore resistenza o tolleranza all'aggressione microbica.

#### Sviluppo dell'evento patologico

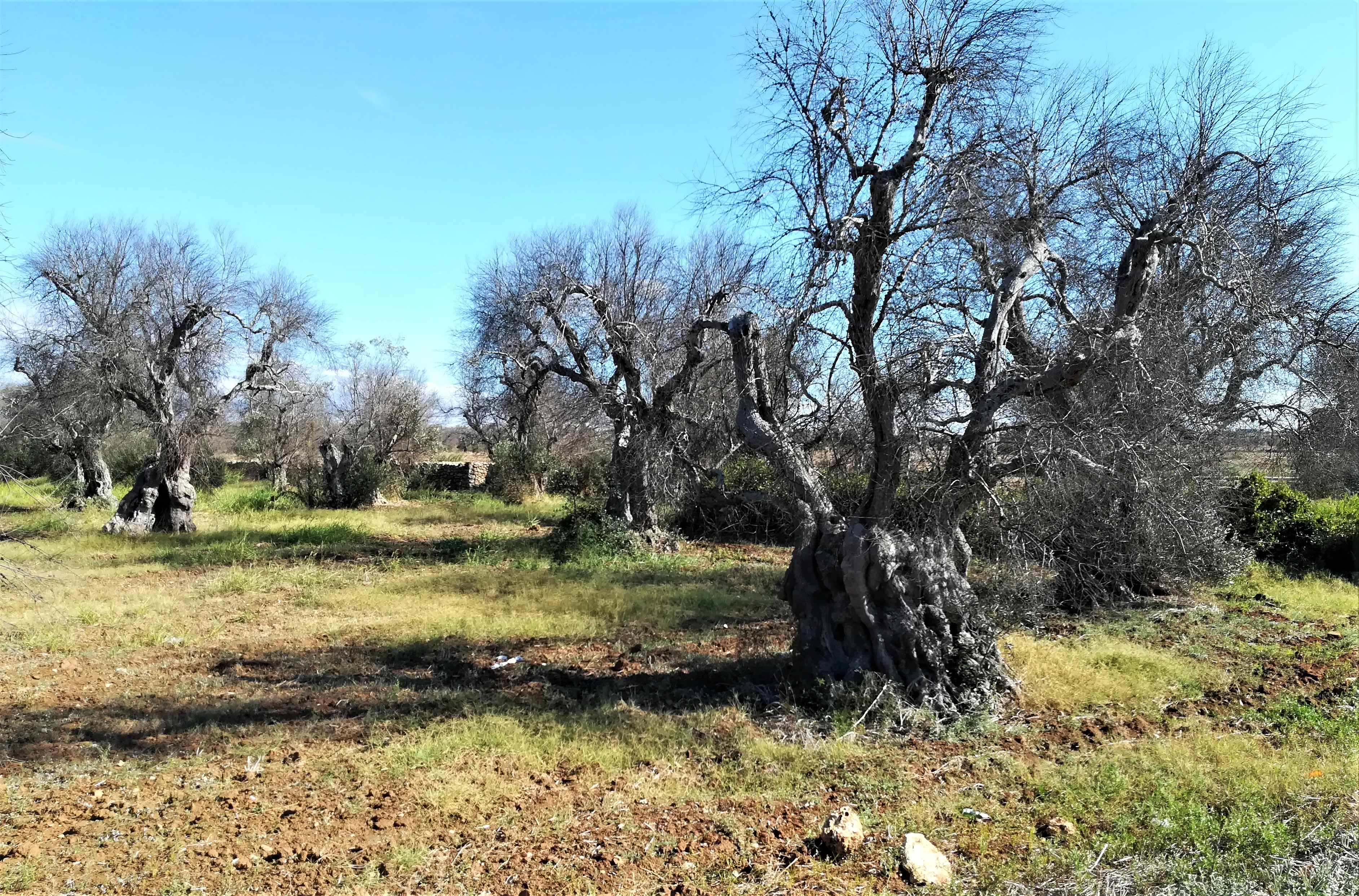
Alberi di ulivo attaccati da Xylella fastidiosa nelle campagne di Gallipoli

Focolai puntiformi molto virulenti del complesso del disseccamento rapido dell'olivo sono segnalati su ulivi in tutto il Salento e nella provincia di Lecce, con centinaia di impianti già appassiti e morti. Il fenomeno ha iniziato a manifestarsi nel 2009/2010 nell'entroterra di Gallipoli e nella parte occidentale della penisola salentina. L'estensione dei focolai in Puglia è stata aggravata dalle condizioni climatiche dell'inverno 2013-2014, la cui particolare mitezza non è stata in grado di compiere un abbattimento di massa del vettore sufficiente a contenere la diffusione dell'infezione. Infatti al 2015 alla distribuzione puntiforme dei focolai della provincia di Lecce se ne è aggiunto anche uno nel comune di Oria, in provincia di Brindisi, che attesta il travalicamento a nord dei precedenti limiti territoriali.

#### Ceppo CoDiRO
Il ceppo gemello dell'agente presente in Italia (codificato come ST53) è stato individuato in Costa Rica sull'oleandro, sul mango, sulla noce macadamia, e sul caffè: l'ipotesi di un collegamento tra l'insorgenza del CoDiRO e le importazioni nel Salento di essenze florovivaistiche costaricane, già avanzata dai virologi del CNR di Bari, è stata corroborata dall'individuazione dell'infezione, nei Paesi Bassi, su piante ornamentali di caffè in transito importate dalla Costa Rica nell'ottobre 2014, e sul caffè. Invece la mancanza di mutazioni genetiche locali fa ritenere improbabile che si tratti di un adattamento evolutivo avvenuto nel Salento. Nel 2016 lo stesso ceppo è stato isolato a Mentone, nei pressi del confine con la Liguria, in uno dei focolai di Xylella nel territorio francese.
I principali vettori sono le specie della famiglia Aphrophoridae (il cui nome comune, "sputacchine", rimanda alla schiuma bianca, simile alla saliva di uno sputo, in cui vivono immersi gli esemplari in fase giovanile), in particolare la specie Philaenus spumarius, nota come sputacchina media", specie molto diffusa in Europa e presente con dense popolazioni nella provincia di Lecce dove ne è stata accertata scientificamente l'efficienza e l'efficacia come vettore del batterio.

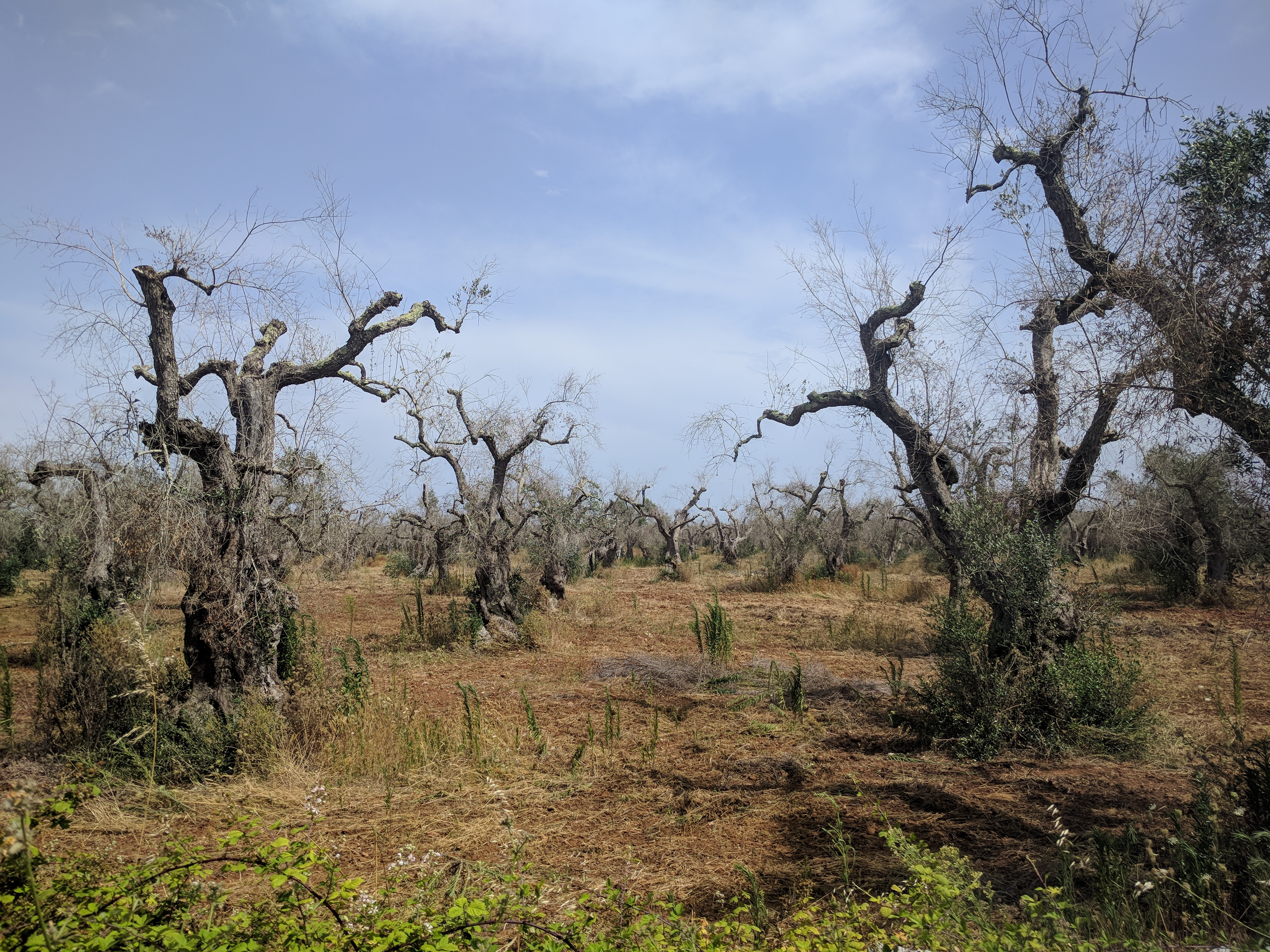
Uliveto infestato da Xylella in Puglia (2019)

##### Piante ospiti del ceppo CoDiRO
Oltre all'olivo il ceppo CoDiRO è stato rinvenuto in molte altre piante ospiti (circa una quindicina al mese di marzo 2015): mandorlo, ciliegio, oleandro, Vinca minor, Polygala myrtifolia, Westringia fruticosa, Acacia saligna, Spartium junceum. In condizioni sperimentali ne è stata accertata la suscettibilità anche per Catharanthus roseus (Vinca rosea), mirto, rosmarino, alaterno.
Invece nell'areale di infezione del Salento il ceppo CoDiRO non sembra affliggere gli agrumi, nonostante la consociazione di queste piante con colture ed esemplari di olivo con gravi infezioni da Xylella fastidiosa. L'alta polifagia del batterio, già conclamata, fa presagire un possibile ampliamento della platea di specie ospiti, con variazione nell'epidemiologia e nelle manifestazioni della sua patogenicità.

#### Iniziative di contenimento
L'espansione dei focolai del CoDiRO nel Salento, anche oltre i confini della provincia di Lecce, ha spinto all'adozione di politiche di contrasto con un programma teso all'eradicazione del batterio Xylella. Tuttavia al marzo 2015, a distanza di anni dalle prime manifestazioni, lo sviluppo dei focolai e l'espansione del batterio in una quindicina di specie diverse hanno reso non più raggiungibile l'obiettivo di eradicazione di Xylella nella provincia di Lecce, lasciando aperta la sola possibilità di un suo contenimento, mentre nel 2015 rimaneva perseguibile un suo contenimento nel Salento.
Le misure di contenimento prevedevano l'istituzione di fasce geografiche differenziate per intensità delle misure di estirpazione delle piante malate e, in via precauzionale, di quelle sane che si trovino a una certa prossimità con i focolai. Sarebbero necessarie anche restrizioni alla libera circolazione di 150 specie florovivaistiche prodotte in Puglia e restrizioni in ingresso alle importazioni in Europa di piante vive suscettibili alla Xylella provenienti da alcuni paesi extra-europei, tra cui Honduras e Costa Rica.
A marzo 2017 uno studio pubblicato dal Joint Research Centre della Commissione europea dà per assodato che non è più possibile eliminare il batterio dal territorio salentino.

## Sottospecie
Xylella fastidiosa è l'unica specie conosciuta del genere Xylella. Ne sono state descritte quattro sottospecie, distinguibili non solo sotto il profilo genetico, ma anche per il meccanismo di attacco biologico che interessa distinte specie vegetali:
- X. fastidiosa fastidiosa: vi appartengono ceppi responsabili della malattia di Pierce sulla vite, ma in grado di infettare anche il mandorlo[2], l'acero, il ciliegio, la ginestra e l'erba medica; è presente anche un ceppo che provoca malattie su Cercis occidentalis.
- X. fastidiosa sub. sandyi: ceppi responsabili della bruciatura delle foglie di oleandro e di altre malattie delle belle d'un giorno della Jacaranda e della magnolia.
- X. fastidiosa sub. multiplex: ceppi responsabili del mal di pennacchio del pesco e di alcune malattie del susino, del platano, dell'olmo, della specie di vite Vitis aestivalis, degli alberi ornamentali del genere liquidambar, del fossile vivente Ginkgo in Giappone e del mirto crespo (Lagerstroemia indica); è presente un ceppo che innesca altre malattie sul mandorlo; inoltre, la sottospecie multiplex è stata rinvenuta anche su circa il 17% di un campione di esemplari di ulivi della California meridionale che mostravano segni di bruciatura foliare o deperimento di rami[23]. Lo studio ha dimostrato che X. fastidiosa non è causa di patologie sugli olivi californiani ma che l'ulivo può contribuire all'epidemiologia del batterio fungendo da ospite alternativo (sebbene sub-ottimale) o offrendo rifugio agli insetti vettori per sfuggire alle campagne di trattamento insetticida condotte su vasta scala negli agrumeti, quale metodo elettivo per il controllo delle popolazioni di Homalodisca vitripennis e, indirettamente, dell'epidemiologia della malattia di Pierce sulla vite[23].
- X. fastidiosa sub. pauca. Vi appartengono ceppi in grado di attaccare gli agrumi e piante del caffè. Appartiene a questa sottospecie anche il ceppo CoDiRO (codificato come ST53[3]), distinto dagli altri per profilo genetico e per pianta ospite[2]: associato al complesso del disseccamento rapido dell'olivo, si è mostrato in grado di attaccare gli ulivi nel Salento ma non il genere Citrus e la vite[2]).

Nella seguente tabella sono riepilogate le specie conosciute, con indicazione dell'origine geografica e delle principali piante ospiti:
| Sottospecie descritte (al 2015)                                 | Origine                 | Ospiti principali                                  | Principali malattie |
| --------------------------------------------------------------- | ----------------------- | -------------------------------------------------- | --- |
| Xylella fastidiosa fastidiosa (erroneamente X. f. ssp. piercei) | Centro America          | Vite                                               | Malattia di Pierce (Pierce disease, o PD)                                                                                   |
| Xylella fastidiosa multiplex                                    | USA meridionali         | Oleandro, drupacee, querce, olivi in California    | Plum leaf scald (PLS), mal di pennacchio (Phony peach disease, o PPD)                                                       |
| Xylella fastidiosa sandyi                                       | Origine non determinata | Oleandro, magnolia                                 | Bruciatura delle foglie dell'oleandro (Oleander leaf schorch, o OLS)                                                        |
| Xylella fastidiosa pauca                                        | Sud America             | Agrumi, caffè, olivo in Argentina, olivo in Italia | Complesso del disseccamento rapido dell'olivo (CoDiRO), clorosi variegata degli agrumi (Citrus variegated chlorosis, o CVC) |

### Sottospecie proposte
Oltre alle quattro sottospecie già descritte ne sono state proposte altre due, di cui al 2015 non è ancora accertata la specificità:
- X. fastidiosa sub. tashke (ceppi responsabili di malattie sul gelso e su piante ornamentali come il bambù sacro e la xChitalpa tashkentensis).[39]
- Una nuova sottospecie, la sesta, è stata proposta per spiegare le importanti caratteristiche molecolari differenziali esibite da un ceppo batterico trovato sul pero asiatico (Pyrus pyrifolia) a Taiwan[34].

## Studi e ricerche
L'espansione della malattia dovuta all'impatto di Homalodisca vitripennis ha innescato uno sforzo collaborativo unico da parte di coltivatori, amministratori, politici, ricercatori, per cercare soluzioni a questa minaccia. Nessuna cura è stata ancora trovata al 2015, ma la comprensione della biologia di Xylella fastidiosa e Homalodisca vitripennis è molto migliorata dal 2000, quando il California Department of Food and Agriculture, in collaborazione con diverse università (come l'Università della California a Davis, l'Università della California a Berkeley, l'Università della California a Riverside, e l'Università di Houston–Downtown) ha cominciato a focalizzare la ricerca su questo parassita.

### Studi sulla malattia di Pierce
Presso l'Università della California a Davis è in corso una ricerca per selezionare varietà di vite resistenti alla malattia di Pierce: Nella primavera del 2007 è stata messa a dimora la terza generazione di piantine che posseggono per il 94% geni di vitis vinifera.

### Studi sul CoDiRo
Il 27 giugno 2016 è stato pubblicato uno studio condotto dall'IPSP-CNR (Istituto per la Protezione Sostenibile delle Piante del Consiglio Nazionale delle Ricerche) e dall'Università degli Studi di Bari (Dipartimento di Scienze del Suolo della Pianta e degli Alimenti) che conferma osservazioni precedenti su una minore suscettibilità della cultivar Leccino rispetto a un'altra varietà locale, la Ogliarola salentina.
Nell'aprile 2017 lo stesso team di ricerca pubblica un altro studio in cui si osserva una maggiore resistenza/tolleranza all'aggressione microbica anche nella cultivar FS-17 (nota anche come Favolosa).

### Studi sull'impiego di N-acetilcisteina nella clorosi variegata degli agrumi
Uno studio pubblicato nel 2003 ha investigato il possibile ruolo della N-acetilcisteina (NAC: un principio attivo di uso comune come mucolitico nella preparazione di farmaci equivalenti, impiegati anche in ambito pediatrico). La ricerca, condotta su coltivazioni idroponiche in condizioni molto vicine a quelle in pieno campo, ha mostrato una significativa riduzione della popolazione batterica grazie alle capacità del farmaco mucolitico di sciogliere i legami disolfuro che garantiscono la coesione dei biofilm microbici. Si tratta della prima evidenza di un'attività antibatterica della NAC contro un microorganismo patogeno.
L'abbattimento della popolazione microbica dovuta al trattamento causa una netta riduzione dei sintomi, ma non estirpa in modo definitivo l'infezione. Dopo l'interruzione del trattamento, la recrudescenza dei sintomi sulle foglie avviene in un tempo di latenza aumentato fino a circa 8 mesi.

### Sequenziamento del genoma
In uno studio condotto da un pool di oltre 30 laboratori statali di ricerca del Brasile a partire dal 1997 nello Stato di San Paolo è stato realizzato il sequenziamento del genoma di Xylella fastidiosa (insieme con quello di Xanthomonas citrii). Questo studio ha visto anche il sequenziamento del DNA della canna da zucchero. Il programma statale di ricerca è stato finanziato dalla Fundação de Amparo à Pesquisa do Estado de São Paulo (FAPESP), una fondazione pubblica dello Stato di San Paolo per il sostegno e la promozione della ricerca.